# Walter F. Parkes
Walter F. Parkes, eigentlich Walter Fishman, (* 15. April 1951 in Bakersfield, Kalifornien) ist ein US-amerikanischer Filmproduzent. Er ist mit der Filmproduzentin Laurie MacDonald verheiratet. Das Ehepaar arbeitet für das Filmstudio DreamWorks SKG.
Bislang drei Mal in seiner Karriere war er für den Oscar nominiert: Erstmals 1976 in der Kategorie Bester Dokumentarfilm für The California Reich, gefolgt von 1984 für das Beste Originaldrehbuch (WarGames – Kriegsspiele) und zuletzt 1991 für den Besten Film (Zeit des Erwachens). 1998 gewann er einen Golden Satellite Award und 2008 den Independent Spirit Award.

## Filmografie (Auswahl)
- 1975: The California Reich
- 1983: WarGames – Kriegsspiele (WarGames, Drehbuch)
- 1985: Alles hört auf mein Kommando (Volunteers)
- 1989: Das dreckige Spiel (True Believer)
- 1990: Zeit des Erwachens (Awakenings)
- 1992: Sneakers – Die Lautlosen (Sneakers)
- 1994: Kleine Giganten (Little Giants)
- 1996: Twister
- 1997: Projekt: Peacemaker (The Peacemaker)
- 1997: Amistad
- 1997: Men in Black
- 1998: Die Maske des Zorro (The Mask of Zorro)
- 1998: Small Soldiers
- 1998: Deep Impact
- 2000: Gladiator
- 2001: A.I. – Künstliche Intelligenz (A.I. – Artificial Intelligence)
- 2002: Catch Me If You Can
- 2002: Ring
- 2002: Road to Perdition
- 2002: Men in Black II
- 2002: Minority Report
- 2002: The Tuxedo – Gefahr im Anzug (The Tuxedo)
- 2004: Lemony Snicket – Rätselhafte Ereignisse (Lemony Snicket’s A Series Of Unfortunate Events)
- 2004: Terminal
- 2005: Ring 2 (The Ring 2)
- 2005: Die Legende des Zorro (The Legend of Zorro)
- 2005: Die Insel (The Island)
- 2005: Solange du da bist (Just Like Heaven)
- 2007: Die Regeln der Gewalt (The Lookout)
- 2007: Drachenläufer (The Kite Runner)
- 2007: Sweeney Todd – Der teuflische Barbier aus der Fleet Street (Sweeney Todd: The Demon Barber of Fleet Street)
- 2008: Auf brennender Erde (The Burning Plain)
- 2009: Der Fluch der 2 Schwestern (The Uninvited)
- 2012: Men in Black 3
- 2016: Die Jones – Spione von nebenan (Keeping Up with the Joneses)
- 2017: Rings
- 2025: Deep Cover